# Чех, Артём
Артём Чех (настоящее имя — Артём Чередник, 13 июня 1985 года) — украинский писатель. Псевдоним «Чех» выбрал по школьному прозвищу.

## Биография
В 1997 году стал выпускником музыкальной школы (фортепиано, гитара, свирель). В 2002 — окончил среднюю школу в городе Черкассы. С 2002 года жил в Киеве, учился в Государственной академии руководящих кадров культуры и искусств Украины, 2002—2007).
С декабря 2008 года уехал жить в Черниговскую область и практиковал дауншифтинг.
2012 год — вернулся в Киев.
С апреля 2015 год — июль 2016 — был солдатом Вооруженных сил Украины.
Жена Артёма Чеха — писательница и режиссёр Ирина Цилык. Сын — Андрей (2010 г. р.).
Во время учёбы писал на русском языке, но ничего не публиковал и не подавал на конкурсы. Затем перешёл на заочное отделение университета, начал писать на украинском, его первый роман выиграл в конкурсе «Молодёжный городской роман» от издательства «Фолио» (2007).
В 2024 вошёл в топ-30 украинских инфлюэнсеров по версии NV.

## Книги
- Этого вы не найдете в Яндексе, «Фолио», 2007
- Киня, «Факт», 2007
- Анатомический Атлас. Трудно быть жабой, «Фолио», 2008
- Пластик, «Фолио», 2008
- Doc 1, «Фоліо», 2009
- Синие двери слева, «Фоліо», 2010
- Розовые сиропы, «Фоліо», 2012
- Awesome Ukraine (соавторство с Ириной Цилык), Основи, 2012
- История мотоспорта в Украине, Основи, 2012
- 94 дня. Евромайдан глазами ТСН, Основи, 2014
- Война глазами ТСН, Основи, 2015
- Точка ноль, «Виват», 2017
- Район «Д», «Meridian Czernowitz», 2019
- Кто ты такой?, «Meridian Czernowitz», 2021
- Песня открытой дороги, «Meridian Czernowitz», 2024

## Критика
По мнению переводчика украинской прозы Елены Мариничевой, для книг Артема Чеха характерен «„джентльменский набор“ молодёжной прозы — физиологические откровения, нецензурная лексика, уличный сленг и пр.», но при этом «есть что-то абсолютно своё, некая горькая нота, что ли, которая звучит то громче, то глуше, но всегда есть… может сочувствие, может любовь, может сплав беспомощности и первой мужественной ответственности перед жизнью».